# Giuseppe Vassallo
Giuseppe Vassallo (Palermo, 8 marzo 1969) è un ex giocatore di calcio a 5 e allenatore di calcio a 5 italiano.

## Carriera
Dopo alcune stagioni nel calcio giocate tra Interregionale e Promozione siciliana con le maglie di Bagheria e AMAT, a 19 anni approda al calcio a 5 venendo tesserato dal Città di Palermo. Con la squadra della sua città vince un campionato di serie B e disputa per due anni consecutivi i play-off scudetto. Nel 1995 si trasferisce all'ITCA Torino fortemente voluto dal presidente Marco Ceresa che, per convincerlo, oltre al posto in squadra gli offre un lavoro nella propria azienda. Vassallo giocherà con i carrozzieri per quattro stagioni consecutive, vincendo uno scudetto, due Coppe Italia e altrettante Supercoppe italiane. Lo scioglimento della società campione d'Italia lo costringe nel 1999 a scendere di categoria per vestire la maglia del Cotrade Torino con cui vince immediatamente il proprio girone di Serie A2 e la prima edizione della Coppa Italia di categoria. Al debutto in Serie A il Torino Calcio a 5 (nuova denominazione della società) chiude la stagione regolare al quinto posto, mentre in quella nel campionato seguente le difficoltà economiche costringono la dirigenza a cedere in dicembre i pezzi pregiati della rosa e concludere il campionato con la formazione Under 21. Trasferitosi a titolo temporaneo all'Aosta, a fine stagione Vassallo si accasa al Piemonte essendo rimasto svincolato in seguito alla mancata iscrizione del Torino. Milita in seguito con il Karmaland (Serie B) e con l'Oltresport Chieri (Serie C2).
Su consiglio dell'amico Giuseppe Visconti, nella stagione 2005-06 è ingaggiato dal Real Dayco Cesana in Serie A2 come allenatore dell'Under 21, ma ben presto a causa delle numerose cessioni, viene arruolato come giocatore. Al termine di questa esperienza ritorna nelle categorie minori, impersonando spesso il doppio ruolo di allenatore-giocatore in diverse società piemontesi: Sporting Rosta, Grugliasco Taurus, Deportivo San Mauro Torinese, Castellamonte e nella formazione maschile della Juventus Torino Femminile.

## Palmarès

### Giocatore
- Campionato italiano: 1

Torino: 1998-99
- Coppa Italia: 2

Torino: 1995-96, 1996-97
- Supercoppa italiana: 2

Torino: 1997, 1998
- Campionato di Serie A2: 1

Cotrade: 1999-00
- Coppa Italia di Serie A2: 2

Cotrade: 1999-00